# Gran Premio di superbike di Donington 1990
Il Gran Premio di Superbike di Donington 1990 è stato disputato il 16 aprile sul Circuito di Donington Park e ha visto la vittoria di Fred Merkel in gara 1, mentre la gara 2 è stata vinta da Giancarlo Falappa.

## Risultati

### Gara 1

#### Arrivati al traguardo[1]
| Pos. | Nº | Pilota            | Motocicletta | Tempo     | Griglia | Punti |
| ---- | -- | ----------------- | ------------ | --------- | ------- | ----- |
| 1º   | 1  | Fred Merkel       | Honda        | 41:46.570 | 2º      | 20    |
| 2º   | 3  | Raymond Roche     | Ducati       | +0:05.020 | 3º      | 17    |
| 3º   | 2  | Stéphane Mertens  | Honda        | +0:05.230 | 8º      | 15    |
| 4º   | 11 | Robert Phillis    | Kawasaki     | +0:10.260 | 13º     | 13    |
| 5º   | 4  | Fabrizio Pirovano | Yamaha       | +0:13.790 | 6º      | 11    |
| 6º   | 27 | Carl Fogarty      | Honda        | +0:14.230 | 9º      | 10    |
| 7º   | 6  | Giancarlo Falappa | Ducati       | +0:14.360 | 1º      | 9     |
| 8º   | 17 | Davide Tardozzi   | Ducati       | +0:15.390 | 17º     | 8     |
| 9º   | 44 | Udo Mark          | Yamaha       | +0:32.130 | 22º     | 7     |
| 10º  | 8  | Baldassarre Monti | Honda        | +0:36.280 | 4º      | 6     |
| 11º  | 31 | Ray Stringer      | Yamaha       | +0:36.700 | 19º     | 5     |
| 12º  | 30 | James Whitham     | Honda        | +0:44.040 | 20º     | 4     |
| 13º  | 69 | Niall Mackenzie   | Yamaha       | +0:47.160 | 7º      | 3     |
| 14º  | 28 | Brian Morrison    | Honda        | +0:49.660 | 14º     | 2     |
| 15º  | 23 | Ernst Gschwender  | Suzuki       | +0:51.160 | 25º     | 1     |
| 16º  | 46 | Edwin Weibel      | Kawasaki     | +0:51.510 | 16º     |       |
| 17º  | 66 | Jeffry de Vries   | Yamaha       | +0:51.790 | 18º     |       |
| 18º  | 29 | Steve Chambers    | Honda        | +1:17.850 | 23º     |       |
| 19º  | 36 | Juan López Mella  | Honda        | +1:26.740 | 10º     |       |
| 20º  | 32 | Steve Williams    | Yamaha       | +1:32.080 | 28º     |       |
| 21º  | 18 | Reuben McMurter   | Honda        | +1:34.220 | 24º     |       |
| 22º  | 40 | René Delaby       | Honda        | +1:34.710 | 30º     |       |
| 23º  | 56 | Mauro Ricci       | Kawasaki     | +1:35.910 | 35º     |       |
| 24º  | 58 | Bruno Bonhuil     | Honda        | +1:44.780 | 33º     |       |
| 25º  | 50 | Manfred Fischer   | Honda        | +1 giro   | 37º     |       |
| 26º  | 65 | Pentti Tolonen    | Yamaha       | +1 giro   | 38º     |       |
| 27º  | 63 | Peter Granath     | Honda        | +1 giro   | 40º     |       |

#### Ritirati
| Nº | Pilota           | Motocicletta | Giri     | Griglia |
| -- | ---------------- | ------------ | -------- | ------- |
| 5  | Anders Andersson | Yamaha       | +2 giri  | 15º     |
| 19 | Robert McElnea   | Yamaha       | +9 giri  | 11º     |
| 70 | Robert Holden    | Honda        | +9 giri  | 32º     |
| 35 | Daniel Amatriaín | Honda        | +9 giri  | 21º     |
| 68 | René Rasmussen   | Suzuki       | +9 giri  | 26º     |
| 38 | Mark Phillips    | Yamaha       | +10 giri | 39º     |
| 9  | Jari Suhonen     | Yamaha       | +13 giri | 27º     |
| 7  | Terry Rymer      | Yamaha       | +15 giri | 5º      |
| 47 | Wolfgang Möckel  | Honda        | +17 giri | 34º     |
| 39 | Stefano Caracchi | Ducati       | +22 giri | 36º     |
| 22 | Roger Burnett    | Suzuki       | +23 giri | 12º     |
| 53 | Aldeo Presciutti | Yamaha       | +25 giri | 29º     |

### Gara 2

#### Arrivati al traguardo[2]
| Pos. | Nº | Pilota            | Motocicletta | Tempo     | Griglia | Punti |
| ---- | -- | ----------------- | ------------ | --------- | ------- | ----- |
| 1º   | 6  | Giancarlo Falappa | Ducati       | 41:42.590 | 1º      | 20    |
| 2º   | 3  | Raymond Roche     | Ducati       | +0:00.280 | 3º      | 17    |
| 3º   | 1  | Fred Merkel       | Honda        | +0:00.670 | 2º      | 15    |
| 4º   | 69 | Niall Mackenzie   | Yamaha       | +0:05.100 | 7º      | 13    |
| 5º   | 4  | Fabrizio Pirovano | Yamaha       | +0:06.620 | 6º      | 11    |
| 6º   | 27 | Carl Fogarty      | Honda        | +0:14.050 | 9º      | 10    |
| 7º   | 11 | Robert Phillis    | Kawasaki     | +0:17.950 | 13º     | 9     |
| 8º   | 2  | Stéphane Mertens  | Honda        | +0:22.630 | 8º      | 8     |
| 9º   | 5  | Anders Andersson  | Yamaha       | +0:26.710 | 15º     | 7     |
| 10º  | 44 | Udo Mark          | Yamaha       | +0:30.380 | 22º     | 6     |
| 11º  | 8  | Baldassarre Monti | Honda        | +0:30.770 | 4º      | 5     |
| 12º  | 23 | Ernst Gschwender  | Suzuki       | +0:30.990 | 25º     | 4     |
| 13º  | 46 | Edwin Weibel      | Kawasaki     | +0:31.130 | 16º     | 3     |
| 14º  | 66 | Jeffry de Vries   | Yamaha       | +0:32.100 | 18º     | 2     |
| 15º  | 28 | Brian Morrison    | Honda        | +0:42.030 | 14º     | 1     |
| 16º  | 35 | Daniel Amatriaín  | Honda        | +0:56.230 | 21º     |       |
| 17º  | 31 | Ray Stringer      | Yamaha       | +0:57.020 | 19º     |       |
| 18º  | 29 | Steve Chambers    | Honda        | +0:57.430 | 23º     |       |
| 19º  | 18 | Reuben McMurter   | Honda        | +1:36.460 | 24º     |       |
| 20º  | 40 | René Delaby       | Honda        | +1:52.510 | 30º     |       |
| 21º  | 32 | Steve Williams    | Yamaha       | +1 giro   | 28º     |       |
| 22º  | 38 | Mark Phillips     | Yamaha       | +1 giro   | 39º     |       |
| 23º  | 65 | Pentti Tolonen    | Yamaha       | +1 giro   | 38º     |       |
| 24º  | 50 | Manfred Fischer   | Honda        | +2 giri   | 37º     |       |

#### Ritirati
| Nº | Pilota           | Motocicletta | Giri     | Griglia |
| -- | ---------------- | ------------ | -------- | ------- |
| 36 | Juan López Mella | Honda        | +1 giro  | 10º     |
| 58 | Bruno Bonhuil    | Honda        | +4 giri  | 33º     |
| 63 | Peter Granath    | Honda        | +11 giri | 40º     |
| 56 | Mauro Ricci      | Kawasaki     | +12 giri | 35º     |
| 53 | Aldeo Presciutti | Yamaha       | +13 giri | 29º     |
| 9  | Jari Suhonen     | Yamaha       | +15 giri | 27º     |
| 22 | Roger Burnett    | Suzuki       | +17 giri | 12º     |
| 30 | James Whitham    | Honda        | +20 giri | 20º     |
| 17 | Davide Tardozzi  | Ducati       | +23 giri | 17º     |
| 19 | Robert McElnea   | Yamaha       | +25 giri | 11º     |